# دختر و یاغی
دختر و یاغی (انگلیسی: The Girl and the Outlaw) فیلمی در ژانر وسترن به کارگردانی دی. دبلیو. گریفیث است که در سال ۱۹۰۸ منتشر شد.

## بازیگران
- چارلز اینسلی
- هری سالتر
- جورج گبهارت
- آرتور وی جانسون
- فلورنس لورنس
- ویلفرد لوکاس
- مک سنت
- دورتی وست